# Маэда, Киёцугу
Киёцугу Маэда (яп. 前田清次, русское имя — Захарий Александрович Маэда) — японский лингвист, преподаватель Восточного института во Владивостоке.

## Биография
Выходец из уезда Ватараи префектуры Миэ. Обучался на факультете немецкого языка Токийского института иностранных языков, обучение прервал в 1900 году. По приглашению профессора Спальвина в октябре 1900 года Маэда отправился во Владивосток, где стал первым преподавателем японского языка в недавно открывшемся Восточном институте. Жалованье его составило 800 рублей в год при казённой квартире в здании института. Здесь он был задействован в процессе преподавания японского разговорного языка, издал учебник японского языка, словарь, разговорник. Прилагал усилия для открытия типографии с японским шрифтом.
После начала японо-русской войны Маэда в отличие от других японцев не вернулся на родину, а остался в России. Более того, уже после начала войны он за работу в Восточном институте получил самую высокую аттестацию и приказом генерал-губернатора от 23 апреля 1904 года был награждён серебряной медалью на ленте Станислава. В сентября того же года он и его жена Каору Абэ приняли российское подданство, что избавило их от репатриации. Из-за всего этого некоторые японские газеты начали называть его предателем и российским шпионом. 14 августа 1907 года Маэда, впервые за 7 лет вернувшийся на родину в связи со смертью первой жены, был убит в токийском парке Сиба неким Имамурой Кацугаро.
В 1922 году вдова Маэды — Каору (русское имя — Елизавета Александровна) — вышла замуж за профессора Е. Спальвина, жена которого скончалась осенью 1920 года.

## Комментарии
1. ↑  В японских биографических словарях, а вслед за ними и в биографических публикациях о Маэде, чтение имени указывается как «Сэйдзи»[2]. Такое чтение для имени 清次 является возможным[3], однако в японской литературе не встречается ни одного обоснования именно такого прочтения, тогда как распространённое в русской литературе чтение «Киёцугу» идёт напрямую от самого Маэды и лично знавших его людей.